# Po królewsku
Po królewsku – drugi album zespołu Jorrgus wydany w 2010 roku w firmie fonograficznej Green Star. Płyta zawiera 18 piosenek, w tym aż siedem remixów. Do piosenek "Boję się", "Mocniej, więcej, jeszcze", "Po królewsku", "Kochaj ludzi i świat" zostały nagrane teledyski.

## Lista utworów
1. "Boję się"
2. "Żyłaś chwilą"
3. "Mocniej, więcej, jeszcze"
4. "Hej kochanie"
5. "Po królewsku"
6. "Kochaj ludzi i świat"
7. "To twoja wina"
8. "Twoje ślady"
9. "Życie cudem jest"
10. "Hej hej w górę"
11. "Kiedy odejdę?"
12. "Do re mi" Rmx Juan Martinez (Hiszpania)
13. "Mama ci mówiła" Rmx Przemek Oksztul
14. "Chcę mieć żonę" Rmx Sky Dee Joy
15. "Bo tak już mam" Rmx Dj Super Cafone
16. "Boję się" Rmx Przemek Oksztul
17. "Kochaj ludzi i świat" Rmx Robert Balcerzak&Jorrgus
18. "Twoje ślady" Rmx Przemek Oksztul